# Андрака
Андрака — правитель імперії Шунга від 124 до 122 року до н. е.